# Bayn al-Qasrayn

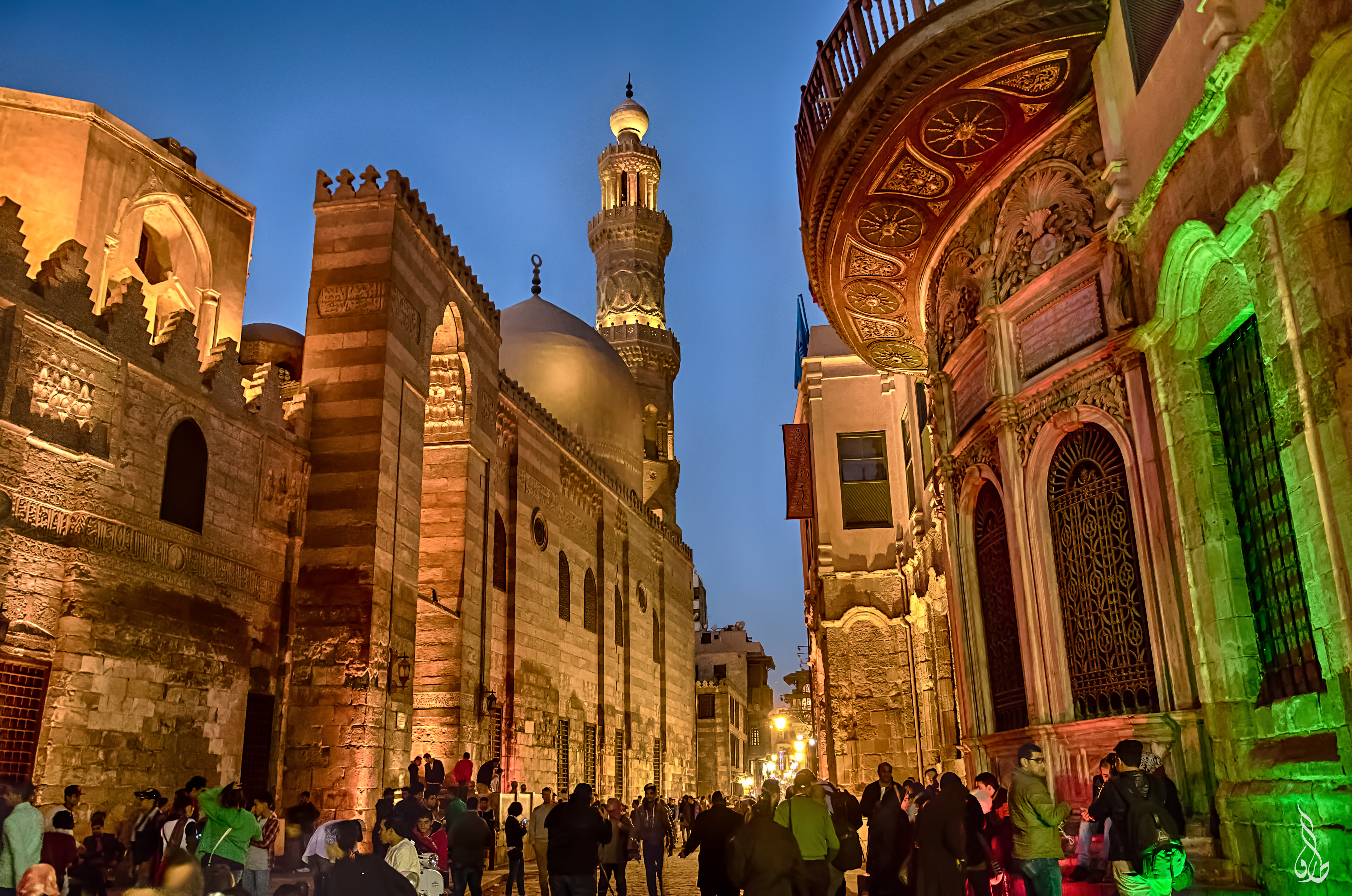
Bayn al-Qasrayn y sus monumentos iluminados de noche.

Bayn al-Qasrayn (en árabe : بين القصرين, literalmente  entre los dos palacios) es el distrito y la plaza entre dos antiguos complejos palaciegos construidos en el siglo X por la dinastía fatimí en el Cairo islámico medieval, en el actual Cairo, Egipto. Fue un elemento original en el plan del califato fatimí para una nueva ciudad-palacio, llamada al-Qahirah (hoy "El Cairo"), y más tarde se convirtió en el sitio de muchos edificios monumentales construidos en los períodos ayubí, mameluco y otomano, incluso hasta el siglo XIX. Muchas de estas estructuras de diferentes períodos sobreviven hoy en el área, ubicada a lo largo de lo que ahora se llama la calle al-Mu'izz.

## Historia

### Fundación fatimí

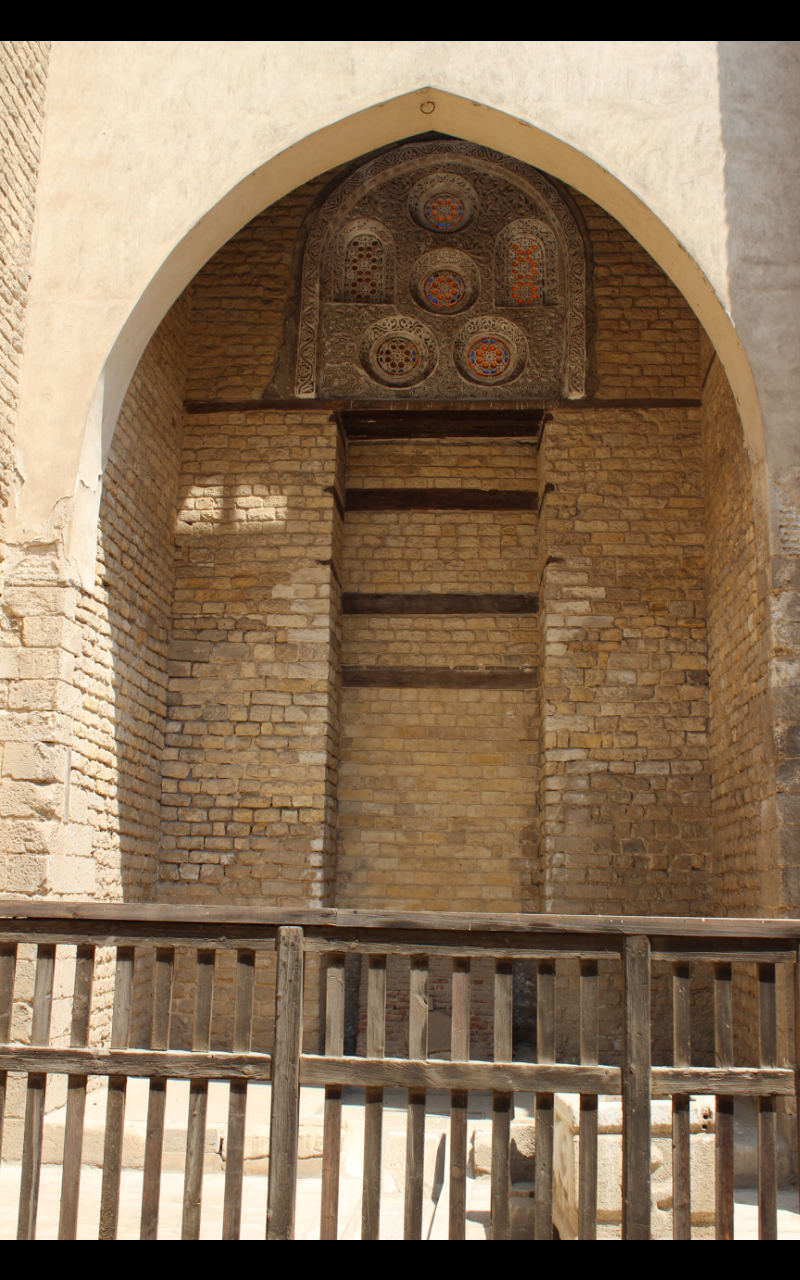
Un iwan en el maristan (hospital) del Sultán Qalawun que incorpora restos del Palacio Occidental Fatimidí que anteriormente se encontraba aquí.

Los fatimíes conquistaron Egipto en 969 con un ejército bereber de Kutama del norte de África al mando de Ŷawhar al-Siqilli, el general del califa Al-Mu'izz li-Din Allah. En el 970, Ŷawhar fue responsable de planificar, fundar y construir una nueva ciudad que sirviera como residencia y centro de poder para los califas fatimíes. La ciudad estaba ubicada al noreste de Fustat, la actual capital y ciudad principal de Egipto. Ŷawhar, que se desempeñó como Gran Visir de al-Mu'izz y probablemente era un esclavo armenio,: 115  es relatado por un historiador islámico egipcio del siglo XIV, Al-Maqrizi, haber tomado la decisión consciente de mudarse más al norte y construir El Cairo en un complejo de 340 acres en lugar de desarrollar Fustat.: 72  Ŷawhar organizó la ciudad para que el complejo del palacio califal estuviera en su centro. La ciudad fue nombrada al-Mu'izziyya al-Qahirah, la "Ciudad Victoriosa de al-Mu'izz ", más tarde llamada simplemente "al-Qahira", que nos dio el nombre moderno de El Cairo. Aunque Ŷawhar era de hecho importante para el diseño de El Cairo, el Gran Palacio Oriental de Al-Mu'izz li-Din Allah fue dibujado y diseñado por la mano del propio Al-Mu'izz li-Din Allah.: 115  El palacio de Al-Mu'izz li-Din Allah se terminó en el año 996, pero fue renovado con el califa Al-Mustansir Billah en el año 1058. La importancia del poder califal, la repetición ritual y la interacción social con el público en El Cairo llevó gestos ritualizados como inclinarse, besar el suelo ante los pies del califa, así como acciones formales como montar y desmontar caballos, e incluso otros actos cimentaron los aspectos rituales del protocolo ceremonial califal en el Bayn Al-Qasrayn.
El complejo del palacio constaba de dos partes principales: el Gran Palacio Oriental, el primero que Ŷawhar construyó en 970 para la llegada del triunfante Califa al-Mu'izz , y el Palacio Occidental, que se añadió bajo su sucesor al-' Aziz (gobernó 975-996). Los dos palacios se enfrentaron en una plaza abierta o plaza que se conoció como "Bayn al-Qasrayn" (que significa "Entre los dos palacios"), en un patrón repetido de la ciudad real fatimí original en al-Mahdia, Túnez. La entrada oficial al Gran Palacio del Este, conocido como Bab al-Dhahab ("La Puerta Dorada") estaba ubicada aquí y conducía al "Salón Dorado" donde el califa tenía su audiencia diaria. Una vez que se coinstruyeron el palacio Al-Aziz Billah y un palacio más pequeño, Qasr Al-Bahr, en el lado oeste de la calle, el Meidan (también deletreado "Maydan") o plaza central completó los Grandes Palacios fatimíes y centralizó el patio de armas.: 73  El Meidan se conoció posteriormente como "Bayn Al-Qasrayn", debido a su ubicación entre los dos palacios.: 72  El área de Bayn Al-Qasrayn también fue atravesada por túneles subterráneos que permitían al Califa viajar de un lado a otro entre el palacio y los jardines califales al oeste. Estos túneles de uso privado ayudaron al califa y a los funcionarios reales a evitar reuniones más grandes de lo esperado y a cruzar el área sin llamar la atención.: 72 
El patio de armas a gran escala simboliza el éxito fatimí en el comercio y el control político. Este poder fue reconocido en regiones como La Meca y Medina, donde los gobernantes de esas áreas se aliaron para recibir asistencia y subsidios de protección e inclusión.: 47  La inclusión de musulmanes, judíos y copto en la vida cotidiana fatimí y las presentaciones reales llevó a los guardias del palacio a cerrar la vía central con cadenas durante las horas nocturnas para aislar y respetar al Califa como líder de todos.: 115–116  La plaza también fue escenario de diversas ceremonias y actividades relacionadas con la dinastía. Los usos sociales y artísticos que se encuentran en la decoración arquitectónica, los rituales de la corte y las ceremonias abiertas se han registrado en las dinastías islámicas de El Cairo desde la dinastía fatimí.: 236 
Bayn al-Qasrayn fue el centro de la vida a lo largo de los siglos de control fatimí en Egipto.: 115  En su extremo norte, justo encima del complejo del Gran Palacio, estaba la mezquita Aqmar. Como los fatimíes eran chiitas ismailíes, esta mezquita fatimí se convirtió en una pieza de arquitectura callejera con sus motivos y tributos a Alá, Mahoma y Ali en su fachada que atrae la atención diaria. Esta mezquita se convirtió en fundamental para la enseñanza de los conceptos religiosos islámicos chiitas a principios del siglo XII. Además de las presentaciones reales, religiosas y estatales en los terrenos del desfile de Bayn Al-Qasrayn, el área circundante tenía mercados y negocios. Las tiendas pagaban cuotas a través del waqf, un sistema de donaciones caritativas, que contribuyó al funcionamiento y la progresión de la educación y la protección religiosa de la teología chiita. Esto incluía tiendas con alimentos, bazares de armería, cambio de moneda y otros rubros del mercado muy diversos.: 119 

## Desarrollo ayubí y mameluco

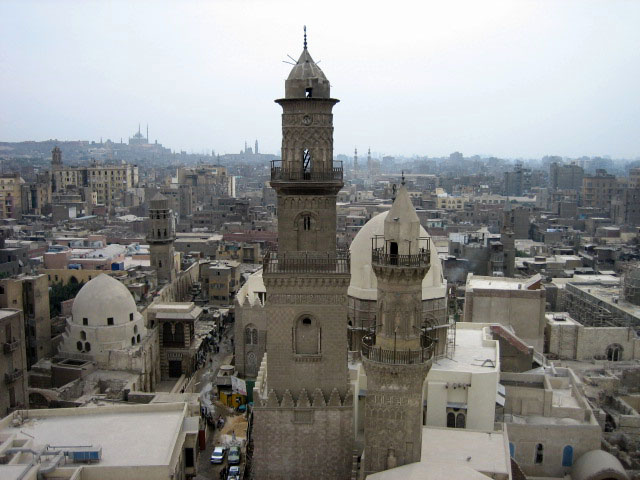
Vista de Bayn al-Qasrayn desde arriba. Los minaretes del complejo Qalawun y del complejo al-Nasir Muhammad están en primer plano. A la izquierda, más lejos, está la cúpula y el minarete del mausoleo y madrasa de al-Salih Ayyub.

Durante los siglos siguientes, El Cairo se convirtió en un centro urbano a gran escala. Después del fin del califato fatimí en el siglo XII, los sultanes ayubíes y sus sucesores mamelucos, que eran musulmanes sunitas deseosos de borrar la influencia de los fatimíes musulmanes chiitas, demolieron progresivamente y reemplazaron los grandes palacios fatimíes con sus propios edificios. La madrasa al-Salihiyya, construida por al-Salih Ayyub, fue una de las primeras construcciones importantes de este tipo, y su mausoleo (construido después de su muerte por Shajarr ad-Durr, es el primer mausoleo post fatimí que se erige en un lugar público a lo largo de las calles principales de El Cairo; una práctica que se volvería común a partir de entonces.
En consecuencia, la plaza ceremonial se redujo y eventualmente se convirtió en simplemente otro tramo de Qasabah, la principal calle norte-sur de El Cairo (conocida ahora como la calle Al-Mu'izz). No obstante, debido a su ubicación central y simbólica, el área de Bayn al-Qasrayn siguió siendo un sitio privilegiado en El Cairo, y muchas mezquitas, mausoleos y mansiones de gobernantes y élites importantes se construyeron a lo largo de la antigua plaza, particularmente en la era mameluca. Estructuras como el mausoleo, el hospital y la madrasa del sultán Qalawun, un monumento importante de su época, no solo hicieron uso de la ubicación, sino que también incorporaron discretamente partes de los antiguos palacios fatimíes en su construcción. Ibn Batutah, quien lo visitó en 1326, reforzó este concepto y comentó que el espacio de Bayn al-Qasrayn estaba "más allá de la capacidad de describirlo".

## Contexto urbano: la calle Qasabah
La principal calle norte-sur de El Cairo, que pasaba por Bayn al-Qasrayn, se conoció como "Qasabah", la calle o avenida principal de la ciudad.  Hoy esta calle se conoce como calle Al-Mu'izz .
Este fue el principal eje comercial de la ciudad, donde se concentraron las actividades económicas más importantes. Las tiendas a lo largo de aquí incluían libreros, proveedores de especias y nueces, fabricantes de sillas de montar y comerciantes de telas que vendían sus productos a la gente de El Cairo ya otros visitantes. El historiador egipcio Al-Maqrizi contó 12.000 tiendas solo en la calle Qasabah. Incluso después de la era fatimí, esta avenida fue el centro de muchos monumentos cívicos o religiosos construidos por gobernantes y gobernadores posteriores hasta el siglo XIX, incluidas muchas mezquitas y mausoleos importantes.
La calle Qasabah se extendía tanto al norte como al sur desde el Bayn al-Qasrayn original en una calle de una milla de largo que se extendía desde la puerta norte de la ciudad (Bab al-Futuh) hasta la puerta sur (Bab Zuweila). A medida que El Cairo se expandió más fuera de la ciudad amurallada fatimí original, el desarrollo de la calle Qasaba se extendió hasta la carretera que conduce al sur desde la ciudad y llegó hasta la necrópolis de Qarafa.

## Lista de monumentos históricos en Bayn al-Qasrayn
El complejo del mausoleo Qalawun en Bayn al-Qasrayn.
Si bien Bayn al-Qasrayn no es un área estrictamente definida en la actualidad, los siguientes monumentos ocupan el antiguo emplazamiento de los dos grandes palacios fatimíes , aproximadamente en orden de sur a norte. (Para obtener una lista de todos los monumentos a lo largo de la calle Qasabah, consulte: calle al-Muizz .) La prominencia de las estructuras que se originan en el patrocinio real es una indicación del prestigio histórico del lugar.
- Madrasa y mausoleo del sultán al-Salih Ayyub
- Madrasa del Sultán Baybars (el monumento mameluco más antiguo, pero solo queda un fragmento en la actualidad)[9]
- Complejo funerario (mausoleo, madrasa y hospital) del sultán Qalawun (todavía contiene algunos restos del palacio fatimí occidental)[9]
- Complejo funerario (mausoleo y madrasa) del Sultán al-Nasir Muhammad
- Complejo funerario (mausoleo y khanqah) del Sultán Barquq
- Sabil y la escuela de Isma'il Pasha (siglo XIX)
- Madrasa del Sultán al-Kamil Ayyub (el monumento post-fatimí más antiguo)[9]
- Hammam del Sultán Inal
- Palacio de Amir Bashtak
- Sabil-kuttab de Abd al-Rahman Katkhuda
- Mezquita de al-Aqmar (el único monumento fatimí que queda)[9]